# Indunil Janakaratne Kodithuwakku Kankanamalage
Indunil Janakaratne Kodithuwakku Kankanamalage (Sri Lanka, 20 luglio 1966) è un presbitero singalese, dal 5 giugno 2022 segretario del Dicastero per il dialogo interreligioso.

## Biografia

### Formazione e ministero sacerdotale
Dopo essere stato ordinato presbitero il 16 dicembre 2000, ha conseguito una laurea in sociologia presso l'Università di Colombo e un dottorato in missiologia presso la Pontificia Università Urbaniana di Roma, dove successivamente è tornato a insegnare la materia..

### Incarichi nella curia romana
Il 12 giugno 2012 papa Benedetto XVI lo ha nominato sottosegretario del Pontificio consiglio per il dialogo interreligioso. Nel 2014 è stato confermato in carica da papa Francesco, il quale il 3 luglio 2019 lo ha promosso segretario del medesimo consiglio.
Il 5 giugno 2022 il Pontificio consiglio per il dialogo interreligioso ha mutato il nome in "Dicastero per il dialogo interreligioso" ma ha mantenuto la sua finalità.